# Muskwa Ranges
Muskwa Ranges, je skupina horských pásem, které podle kanadských geografů, nikoliv amerických, tvoří severní konec Skalnatých hor. Skupina pohoří Muskwa Ranges se rozkládá na severovýchodě Britské Kolumbie, od řeky Liard na severu, k řece Peace na jihu.
Společně s horskou skupinou Hart Ranges, jsou Muskwa Ranges označovány jako Far Northern Rockies, Daleké severní Skalnaté hory. Nejvyšší horou Muskwa Ranges je s nadmořskou výškou 3 024 metrů Mount Ulysses.